# Aeroportul Zanjan
Aeroportul Zanjan (IATA: JWN, ICAO: OITZ) este un aeroport din Zanjan, Central District⁠(d), Zanjan County⁠(d), Provincia Zanjan, Iran ce deservește zona Zanjan.
Situat la o altitudine de 1.640 m, aeroportul dispune de o singură pistă.